# Trinidad (California)
Trinidad è una città degli Stati Uniti d'America situata nella Contea di Humboldt, nello Stato della California.